# Gehyra lazelli
Espèce
Synonymes
- Dactyloperus lazelli Wells & Wellington, 1985
- Dactyloperus annetteae Wells & Wellington, 1985

Gehyra lazelli est une espèce de geckos de la famille des Gekkonidae.

## Répartition
Cette espèce est endémique d'Australie. Elle se rencontre en Australie-Méridionale et en Nouvelle-Galles du Sud.

## Description
Ce gecko mesure jusqu'à 59 mm sans la queue.

## Étymologie
Cette espèce est nommée en l'honneur de Brian Lazell.

## Publication originale
- Wells & Wellington, 1985 : A classification of the Amphibia and Reptilia of Australia. Australian Journal of Herpetology, Supplemental Series, vol. 1, p. 1-61 (texte intégral).